# 史瑞克5
《史瑞克5》（英語：Shrek 5）是一部2026年美國3D電腦動畫奇幻喜劇片，為《史瑞克系列》第七部電影；2010年電影《史瑞克快樂4神仙》的續集。該片由華特·道恩，麥可·麥卡勒斯撰寫劇本；克里斯·梅勒丹德利撰寫故事，麥克·邁爾斯、艾迪·墨菲和卡梅隆·迪亞茲聲演。
《史瑞克5》由環球影業排定2026年12月23日於美國上映。

## 配音員及角色
- 麥克·邁爾斯聲演 史瑞克（Shrek）[1]
- 艾迪·墨菲聲演 驢子（Donkey）[1]
- 卡梅隆·迪亞茲聲演 費歐娜公主（Princess Fiona）[1]
- 赞达亚聲演 費莉西維[2]

## 製作
2004年5月，《史瑞克2》取得成功後，傑佛瑞·卡森伯格透露，《史瑞克系列》從最初開始就計劃製作五部曲。2007年5月，《史瑞克三世》上映後，卡森伯格宣布第五部電影將於2013年上映。
2009年5月，夢工廠動畫宣布《史瑞克4》正式片名為《史瑞克快樂4神仙》（Shrek Forever After），並表明該片將是《史瑞克》系列的最後一部電影。
2016年6月，NBC環球以38億美元收購了夢工廠後，NBC環球的執行長史提夫·柏克探討了有關《史瑞克》系列以及其他夢工廠電影的計劃。7月，《好萊塢報導》透露《史瑞克5》計劃在2019年上映。9月，艾迪·墨菲證實，電影預計在2019年或2020年上映，而且劇本已經完成。故事由《王牌大賤諜》系列的編劇麥可·麥卡勒斯撰寫 。
2018年11月，《綜藝》報導，照明娛樂執行長克里斯·梅勒丹德利受命擔任《史瑞克5》和衍生電影《鞋貓劍客2》的執行製片人之一，《史瑞克》系列的原班人配音陣容可能回歸。2020年11月，《Screen Rant》 稱，《史瑞克5》定於2022年上映。2022年12月，安東尼奧·班德拉斯重申新的《史瑞克》電影仍在開發中。2023年4月，梅勒丹德利證實《史瑞克5》正在製作中，原班人配音陣容正在就回歸聲演角色進行談判。
2024年3月，據透露梅勒丹德利已編寫了新的故事並擔任電影的製片人。6月，墨菲確認他已經開始為《史瑞克5》錄製台詞，並表示該片預計將於2025年上映。7月，夢工廠動畫正式宣布《史瑞克5》將在2026年7月1日於美國上映，並確認麥克·梅爾斯、艾迪·墨菲和卡麥蓉·狄亞茲將回歸配音。華特·道恩擔任導演，他曾參與《史瑞克2》與《史瑞克三世》的故事設計，並在《史瑞克快樂4神仙》中擔任故事總監與反派角色精靈小矮人（Rumpelstiltskin）的配音。聯合導演為布拉德·阿布爾森（Brad Ableson），該片並由克里斯·梅勒丹德利（Chris Meledandri）與吉娜·謝伊（Gina Shay）共同監製。
2025年2月27日，電影首次公開前導預告，並宣布辛蒂亞加入配音陣容，飾演史瑞克與費歐娜的女兒菲莉西亞（Felicia）。

## 發行
《史瑞克5》最初由環球影業排定2026年7月1日於美國上映。2025年1月，上映日期延後至2026年12月23日，原檔期由《小小兵3》取代。

## 備註
1. ↑  依照電影上映次序。

## 外部連結
- 互联网电影数据库（IMDb）上《史瑞克5》的资料（英文）